# Shep Pettibone
Shep Pettibone (* 10. Juli 1959), eigentlich Robert E. Pettibone Jr., ist ein US-amerikanischer Musikproduzent, Songwriter und Club-DJ, der vor allem durch seine Arbeit mit Künstlern wie Arthur Baker, Madonna und George Michael bekannt wurde. Seine Arbeit hatte nachhaltigen Einfluss auf die Dance- und Popmusik der 1980er- und 1990er-Jahre. Bekannt wurde er auch durch die Remixversionen zahlreicher Songs wie auch für seinen Einfluss auf das Scratching.

## Karriere
Zunächst arbeitete er für die bekannte New Yorker Radiostation WRKS 98.7 Kiss-FM, später als Remixer/Produzent für das Disco/Dance-Label Salsoul Records. Mit Arthur Baker war er verantwortlich für Afrika Bambaataa and the Jazzy Fives einflussreiches Stück Jazzy Sensation.

## Diskografie (Auswahl)
Remixversionen, Produktion
- Aftershock - She Loves Me, She Loves Me Not (1990)
- Afrika Bambaataa & The Jazz 5 - Jazzy Sensation (1982)
- Alisha - All The Night (1985)
- Alisha - Baby Talk (1985)
- Alisha - Boys Will Be Boys (1985)
- Alisha - One Little Lie (1985)
- Alisha - Stargazing (1986)
- Alisha - Too Turned On (1985)
- Alyson Williams - Yes We Can (1986)
- Arnie's Love - Date With The Rain (1985)
- Apollo Smile - Dune Buggy (1991)
- Arcadia - Say The Word (1985)
- Art of Noise - Beat Box (1984)
- Aurra - Baby Love (1982)
- Aurra - Checking You Out (1982)
- Aurra - Such A Feeling (1982)
- The B-52s - Summer of Love (1986)
- The B-52's - The Girl From Ipanema Goes to Greenland (1986)
- Bananarama - Preacher Man (1991)
- Barbara Fowler - Knockin' On My Door (1985)
- Barone - Shake It Up (´Til Ya Drop) (1985)
- Bee Gees - You Win Again (1988)
- Belinda Carlisle - Heaven Is a Place on Earth (1988)
- Belinda Carlisle - I Get Weak (1988)
- The Belle Stars - World Domination (1986)
- Betty Boo - Doin' The Do (1990)
- Betty Boo - Where Are You Baby (1990)
- Bianca - My Emotions (1989)
- Billy Joel - Tell Her About It (1983)
- Bobby „O“ & His Banana Republic - Somebody (1985)
- Boogie Box High - Nervous (1989)
- Boys Don't Cry - Cities On Fire (1986)
- Breakfast Club - Expressway To Your Heart (1988)
- Breakfast Club - Never Be The Same (1987)
- The Brooklyn, Bronx & Queen Band - Dreamer (1987)
- Bros - Drop the Boy (1988)
- Bros - I Owe You Nothing (1988)
- Candido - Jingo (1983)
- Carl Bean - I Was Born This Way (1986)
- Carol Jiani - Touch And Go Lover (1984)
- Carol Williams - No One Can Do It (Like You) (1981)
- Casanova - Eye Contact (1983)
- Cathy Dennis - Just Another Dream (1991)
- Cathy Dennis - Touch Me (All Night Long) (1991)
- Cathy Dennis - Everybody Move (1991)
- Cathy Dennis -You Lied To Me (1992)
- Cat Miller - Ready Or Not (1985)
- CC:Diva - I'll Always Follow Me (1988)
- Cheri - So Pure (1983)
- Cheri - Working Girl (1983)
- Clair And Love Exchange Hicks - Push (In The Bush) (1985)
- Claudja Barry - Down On Couting (1986)
- Colors - Am I Gonna Be The One (1983)
- Communards - Never Can Say Goodbye (1987)
- Conquest -Give It To Me (If You Don't Mind) (1982)
- Cyndi Lauper - Change of Heart (1986)
- Cyndi Lauper - What's Going On (1987)
- Dan Reed Network - Ritual Dido Slam (1988)
- Dan Reed Network - Get to You 12" Shep Pettibone Mix (Promo)
- Daryl Hall - Foolish Pride (1986)
- David Bowie - Day-In Day-Out (1987)
- David Bowie - Never Let Me Down (1987)
- David Essex - Rock On (1989)
- David McPherson - You Can't Stop (1982)
- Debbie Gibson - Electric Youth (1989)
- Debbie Harry - Heart of Glass (solo version, re-recorded) (1988)
- Depeche Mode - Behind the Wheel (1987)
- Diana Ross - Paradise (1989)
- Diana Ross - Shock Waves (1987)
- Donna Garraffa - Let Me Be Your Fantasy (1985)
- D-Train - Keep On (1983)
- D-Train - You're The One For Me (1982)
- Duran Duran - I Don't Want Your Love (1988)
- Duran Duran - All She Wants Is (1988)
- Dusty Springfield - In Private (1989)
- Dusty Springfield - Reputation (1989)
- Eleonor - Adventure (1986)
- Elton John - I Don't Wanna Go On With You Like That (1988)
- Elton John - Healing Hands (1989)
- Empress - Dyin' To Be Dancin' (1982)
- Erasure - Chains of Love (1988)
- Erasure - Blue Savannah (1989)
- Falco - Do It Again (1988)
- First Choice - Let No Man Put Asunder (1983)
- First Choice - Dr. Love (1983)
- Five Star - Are You Man Enough (1987)
- Five Star - Rain or Shine (1986)
- Five Star - The Slightest Touch (1987)
- Five Star - Somewhere Somebody (1987)
- Five Star - Treat Me Like a Lady (1990)
- Five Star - Find the Time (1986)
- Five Star - If I Say Yes(1986)
- The Flirts - You & Me (1985)
- The Flirts - New Toy (1986)
- Four In Legion - Party in My Pants (1984)
- Fox the Fox - Precious Little Diamond (1984)
- France Joli - Does He Dance (1985)
- France Joli - Gonna Get Over You (1982)
- France Joli - I Wanna Take a Chance on Love (1982)
- Gayle Adams - Love Fever (1982)
- George Benson - Twice the Love (1988)
- George Michael - Hard Day (1987)
- Gloria Gaynor - I Will Survive (1990)
- Howard Hewett - Stay (1986)
- Huey Lewis & The News - Hip to Be Square (1986)
- Information Society - Walking Away (1988)
- Indeep - Last Night A DJ Save My Life (1982)
- Inner Life - I Like It Like That (1982)
- Inner Life - Moment of My Life (1982)
- Instant Funk - (Just Because) You'll Be Mine (1986)
- Jaki Graham - From Now On (1989)
- Jaki Graham - The Better Part Of Me (1989)
- The Jammers - And You Know That (1982)
- The Jammers - Be Mine Tonight (1982)
- The Jammers - Let's B-B Break (1984)
- Jane Child - Don't' Wanna Fall In Love (1989)
- Janet Jackson - The Pleasure Principle (1987)
- Janet Jackson - Alright (feat. Heavy D) (1990)
- Janet Jackson - State of the World (1991)
- Janet Jackson - Love Will Never Do Without You (1989)
- Janet Jackson - Escapade (1990)
- Janet Jackson - Rhythm Nation (1989)
- Janet Jackson - Miss You Much (1989)
- Jeannette „Lady“ Day - Come Let Me Love You (1982)
- Jeffrey Osborne - Room With A View (1986)
- Jennifer Holliday - No Frills Love (1985)
- Jermaine Jackson - I Think It's Love (1982)
- The Jets - Cross My Broken Heart (1987)
- Junk Yard Dog - Grab Them Cakes (1985)
- Karyn White - Romantic (1991)
- Katunga - El Negro No Puede (1984)
- Keyna - Tell It To Me (1989)
- Kim Wilde - You Came (1988)
- Laid Back - It's The Way You Do It (1985)
- Laid Back - I'm Hooked (1985)
- Laid Back - One Life (1985)
- Labelle (Patti LaBelle, Nona Hendryx & Sarah Dash) - Turn it Out
- The Latin Rascals - Don't Let Me Be Misunderstood (1988)
- Level 42 - Hot Water (Master Mix) (1984)
- Level 42 - Lessons In Love (1987)
- Level 42 - Something About You (1985)
- Level 42 - World Machine (1985)
- Leroy Burgess - Heartbreaker (1983)
- Leroy Burgess - Stranger (1983)
- Linda Taylor - You And Me Just Started (1982)
- Lionel Richie - Love Will Conquer All (1989)
- Lisa Lisa and Cult Jam - I Wonder If I Take You Home (1985)
- Lisa Stansfield - This Is the Right Time (1989)
- Loleatta Holloway - Love Sensation (1983)
- Loleatta Holloway - Crash Goes Love (1986)
- Louie Louie - Sittin' In The Lap Of Luxury (1990)
- Love and Money - Candy Bar Express (1986)
- Luther Vandross - Power of Love/Love Power (1991)
- Madonna - True Blue (1987)
- Madonna - Where's the Party (1986)
- Madonna - Into the Groove (1985)
- Madonna - Causing a Commotion (1987)
- Madonna - Like a Prayer (1989)
- Madonna - Express Yourself (1989)
- Madonna - Keep It Together (1990)
- Madonna - Vogue (1990)
- Madonna - Justify My Love (1990)
- Madonna - Rescue Me (1991)
- Madonna - Erotica (1992)
- Madonna - Deeper and Deeper (1992)
- Madonna - This Used to Be My Playground (1992)
- Madonna - Bad Girl (1993)
- Madonna - Fever (1993)
- Madonna - Rain (1993)
- Mahogany - Ride on the Rhythm (1983)
- Mariah Carey - Someday (1991)
- Mariah Carey - There's Got to Be a Way (1991)
- MC Hammer - Pray (1990)
- Metallica - Enter Sandman (1991)
- Miami Sound Machine - Bad Boy (1986)
- Michael McDonald - All We Got (It's Not Enough, Never Enough) (1990)
- Mico Wave - Star Search (1987)
- Mike & Brenda Sutton - Don't Let Go Of Me (Grip My Hips & Move Me) (1982)
- Mitsou - Bye Bye Mon Cowboy (1988)
- Morris Day - Are You Ready (1988)
- Natalie Cole - I Live for Your Love (1987)
- Natalie Cole - The Urge to Merge (1987)
- Narada - Divine Emotions (1988)
- New Order - Bizarre Love Triangle (1986)
- New Order - True Faith (1987)
- Nia Peeples - Street of Dreams (1991)
- Nia Peeples - Trouble (1988)
- Nick Kamen - Each Time You Break My Heart (1986)
- Nick Scotti - Get Over (1993)
- The Nick Straker Band - A Little Bit Of Jazz (1982)
- Nu Shooz - Point of No Return (1986)
- Nu Shooz - Lost Your Number (1986)
- Nu Shooz - Don't Let Me Be The One (1986)
- NV - It's Alright (1983)
- NV - Let Me Do You (1984)
- Olivia Newton-John - The Rumour (1988)
- Paul McCartney - Ou Est Le Soleil?
- Paula Abdul - Knocked Out (1988)
- Paula Abdul - Forever Your Girl (1989)
- Paula Abdul - Opposites Attract (1990)
- Paul Lekakis - Tattoo In On Me (1990)
- Pebbles aka Perri "Pebbles" Reid - Giving You the Benefit
- Pet Shop Boys - West End Girls (1985)
- Pet Shop Boys - Opportunities (Let's Make Lots of Money) (1986)
- Pet Shop Boys - Love Comes Quickly (1986)
- Pet Shop Boys - What Have I Done to Deserve This? (1987)
- Pet Shop Boys - Always on My Mind (1988)
- Pet Shop Boys - Heart (1988)
- Pet Shop Boys - Left to My Own Devices (1988)
- Pet Shop Boys - Was That What It Was? (1986)
- Pet Shop Boys - You Know Where You Went Wrong (1987)
- Pet Shop Boys - I Want To Wake Up (1987)
- Phil Collins - Hang In Long Enough (1990)
- Phyllis Nelson - I Like You (1989)
- Pia Zadora - Dance Out Of My Head (1988)
- Pierre - Just Right (1984)
- Pilot - You Are The One (1984)
- Pointer Sisters - Friends' Advice (Don't Take It) (1990)
- Pointer Sisters - Gold Mine (1986)
- Pretty Poison - Nighttime (1988)
- Prince - Hot Thing (Dub Version) (1987)
- Prince - Hot Thing (Extended Remix) (1987)
- Prince - Glam Slam (Remix) (1988)
- Prince - Strange Relationship (1987 Club Mix) (2020)
- Rafael Cameron - Desires (1982)
- Ramsey Lewis - This Ain't No Fantasy (1985)
- Raw Silk - Do It To The Music (1983)
- Red Head Kingpin And The FBI - Get It Together (1991)
- Robey - Bored & Beautiful (1984)
- Robey - Killer Instinct (1985)
- Robey - One Night In Bangkok (1984)
- Rockers Revenge - Walking On Sunshine (1987)
- Run-D.M.C. - It's Tricky (1987)
- Run D.M.C. - Ghostbusters (1989)
- The Salsoul Orchestra - Ooh, I Love It (Love Break) (1983)
- The Salsoul Orchestra - Seconds (1982)
- S-xpress - Hey Music Lover (1988)
- Seal – The Beginning (1991)
- Secret Weapon - Must Be The Music (1982)
- Shakespears Sister - Break My Heart (1988)
- Sharon Redd - Can You Handle It (1982)
- Sheena Easton - Eternity (1987)
- Shirley Lewis - You Can't Hide (1989)
- Siedah Garrett - K.I.S.S.I.N.G. (1988)
- Sinnamon - Thin Line (1984)
- Sinnamon - He's Gonna Take You Home (1982)
- Sinnamon - Thanks To You (1982)
- Sister Sledge - Here To Stay (1986)
- Skyy - Call Me (1982)
- Skyy - Let Love Shine (1982)
- Skyy - Let's Celebrate (1982)
- Skyy - Show Me The Way (1987)
- Slade - Slam The Hammer Down (1984)
- Slay Cabell - Feelin' Fine (1982)
- The Springsteen Brothers - She's Fine (1984)
- Steve Shelto - Don't You Give Your Love Away (1983)
- Stewart Copeland - Love Lessons (1987)
- The Strangers - Step Out Of My Dream (1983)
- The Strikers - Body Music (1982)
- Surface - Falling In Love (1982)
- Taylor Dayne - I'll Wait (1993)
- Taylor Dayne - Say A Prayer (1995)
- Technotronic - Techno Medley (1990)
- Terence Trent D'arby - Dance Little Sister (1987)
- Terence Trent D'arby - If You Let Me Stay (1987)
- Terry Lewis - Can You Feel It (1984)
- Tetsuya Komuro - Running to Horizon (1989)
- Third World - One To One (1985)
- Third World - Sense Of Purpose (1985)
- Thompson Twins - In the Name of Love (1988)
- Thompson Twins - Sugar Daddy (1989)
- Timex Social Club - Rumors (1986)
- Timex Social Club - Thinkin´ About Ya (1986)
- Tina Turner - Foreign Affair (1989)
- TKA - I Won't Give Up On You (1989)
- Toney Lee - Reach Up (1986)
- Tracie Spencer - This Time Make It Funky (1990)
- 2 Brave - After Midnight (1989)
- Unlimited Touch - Reach Out (Everlasting Lover) (1984)
- Unlimited Touch - Searching To Find The One (1982)
- Unique - You Make Me Feel So Good (1984)
- Vaughan & Butch Dayo Mason - Party on the Corner (1983)
- Vaughan & Butch Dayo Mason - You Can Do It (1982)
- Visual - The Music Got Me (1985)
- The Wally Jump Jr. & The Criminal Element - Don't Push Your Lock (1986)
- The Wally Jump Jr. & The Criminal Element - Jump Back (1986)
- Wang Chung - Let's Go! (1986)
- Warp 9 - Light Years Away (1983)
- Weeks & Co. - Going out of My Dream (1983)
- Weeks & Co. - Good to the Last Drop (1983)
- Weeks & Co. - If You're Looking For Fun (1983)
- Weeks & Co. - Knock, Knock (1983)
- Weeks & Co. - Rock Candy (1983)
- Weeks & Co. - Rockin´ It In The Pocket (1983)
- Weeks & Co. - Rock Your World (1983)
- Weeks & Co. - Tunnel Of Love (1983)
- Weeks & Co. - Your Next Door Neighbor (1983)
- Wild Party - No One Knows (1987)
- Will To Power - Fading Away (1988)
- The Wrestlers - Land of a Thousand Dances (1985)
- Whitney Houston - So Emotional (1987)
- Whitney Houston - I Belong to You (1991)

### Alben (Produktion, Songwriting)
- Cathy Dennis - Everybody Move (to the Mixes) (1991)
- Cathy Dennis - Into the Skyline (1992)
- Cathy Dennis - The Irresistible Cathy Dennis (2000)
- Gary Barlow - Love Won't Wait (1997)
- Labelle - Turn It Out (1995)
- Madonna - I’m Breathless (1990)
- Madonna - The Immaculate Collection (1990)
- Madonna - Erotica (1992)
- Madonna - Something to Remember (1995)
- Madonna - GHV2 (2001)
- Pet Shop Boys - You Know Where You Went Wrong (B-Seite von der Single It’s a Sin) (1987)
- Pet Shop Boys - I Want to Wake Up (von Actually) (1987)
- Pet Shop Boys - Heart (von Actually/Further Listening) (2001)
- Taylor Dayne - Soul Dancing (1993)
- Taylor Dayne - Greatest Hits (1995)
- Taylor Dayne - Dance Diva: Remixes & Rarities (2005)